# یواس‌اس سی‌وارد (آی‌ایکس-۶۰)
یواس‌اس سی‌وارد (آی‌ایکس-۶۰) (به انگلیسی: USS Seaward (IX-60)) یک کشتی بود که طول آن ۱۰۶ فوت (۳۲ متر) بود. این کشتی در سال ۱۹۲۰ ساخته شد.